# 江广平
江广平（1963年11月—），男，山东肥城人，中华人民共和国政治人物。北京联合大学外国语师范学院法语系毕业，北京师范大学研究生院法政所国际关系专业研究生毕业，中国社会科学院世界经济与政治系博士研究生学历。

## 生平
1984年12月加入中国共产党。1985年7月参加工作。历任共青团中央国际联络部主任科员、副处长、处长、副部长、部长，全国青联副秘书长等职。
2006年改任中华全国总工会国际联络部部长。2011年1月当选中华全国总工会书记处书记。2013年10月20日，中国工会第十六次全国代表大会在北京召开，选举产生284名执行委员和执行委员会。10月21日，中华全国总工会第十六届执行委员会第一次全体会议选举他出任副主席、书记处书记、党组成员。2018年1月，当选第十三届全国政协委员。2018年10月25日，中华全国总工会第十七届执行委员会召开第一次全体会议，选举全总十七届执委会主席、副主席和主席团委员，他当选为全总副主席。